# Vignoble de Bretagne
Le vignoble de Bretagne est un vignoble français situé en Bretagne. Jusqu’à la première moitié du XXe siècle, il s’étendait aux départements de la Loire-Atlantique, du Morbihan et de l’Ille-et-Vilaine. À cette époque, la viticulture est profondément affectée par la crise du phylloxéra puis par l’interdiction des hybrides producteurs directs.
Le vignoble breton se concentre aujourd’hui essentiellement dans le Pays nantais, en Loire-Atlantique, bien qu’il ne fasse pas partie de la Bretagne administrative actuelle. On y produit principalement des vins blancs secs, sous les appellations muscadet et gros-plant-du-pays-nantais.
Par ailleurs, on observe depuis la fin du XXe siècle un renouveau de la viticulture dans les autres départements bretons. Cette dynamique est fédérée par l’association pour la reconnaissance des vins de Bretagne. Initiée par des communes, des associations et des particuliers, elle se professionnalise depuis 2016 à la suite de la libéralisation des droits de plantation de vigne dans l’Union européenne.

## Situation géographique
La Bretagne en tant que région administrative regroupe quatre des cinq départements bretons historiques : les Côtes-d'Armor, le Finistère, l'Ille-et-Vilaine et le Morbihan.
Historiquement, la Loire-Atlantique fait aussi partie intégrante de la Bretagne, donc le Pays du Vignoble nantais où l’on produit le muscadet et le gros-plant-du-pays-nantais aussi. Le vignoble nantais est traité sur la page vignoble de la vallée de la Loire.
Les Vignerons-artisans de Bretagne et le Comité des vins bretons demandent la création d'un label « vin breton » qui leur permettrait de commercialiser sous cette marque.

## Histoire

### Antiquité et Moyen Âge

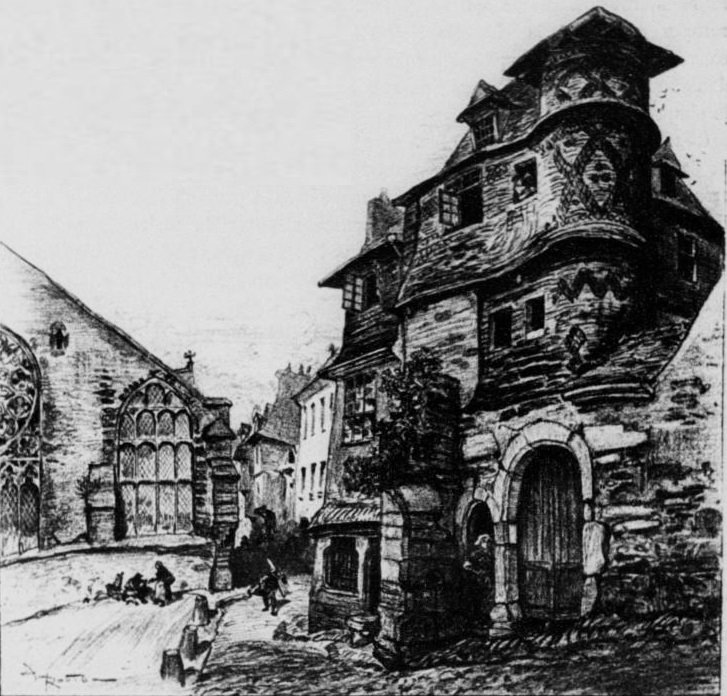
Morlaix - Ancienne porte des vignes (vers 1900)

L'existence de culture viticole antérieure au Ve siècle est discutée. La vigne a surtout été implantée en Bretagne à partir du Ve siècle par des religieux pour les besoins du culte chrétien, comme à l'abbaye de Landévennec. Des écrits attestent de la présence notable de vigne autour de Nantes, sur la presqu’île de Guérande, dans la vallée de la Rance, sur la presqu'île de Rhuys et autour de Redon. La toponymie garde la trace de la viticulture dans de nombreux endroits où elle a aujourd’hui disparu.

### Époque moderne et contemporaine
Au cours des XVIIe et XVIIIe siècles, la culture de la vigne régresse en Bretagne, pour des raisons climatiques ou politiques. Ainsi, l’hiver 1709 très rigoureux qui provoque le gel des ceps et Louis XIV puis Louis XV favorisent tour à tour la culture des céréales. Le cidre tend à remplacer le vin comme boisson quotidienne. Seul le vignoble nantais est épargné, favorisé par la proximité du port de Nantes.

Cependant, la culture de la vigne n'a jamais complètement disparu : « En Bretagne, dont le duc était indépendant et traitait de pair avec le roi de France et le roi d'Angleterre, il existait aussi quelques vignobles, peu importants d'ailleurs et dont les raisins mûrissaient difficilement. Les monastères surtout se livraient à cette culture, dont quelques tracés se sont même conservées jusqu'à nos jours. Ainsi, en 1848, les documents statistiques officiels comptaient encore 800 hectares de vignes cadastrées dans cette ancienne province. »

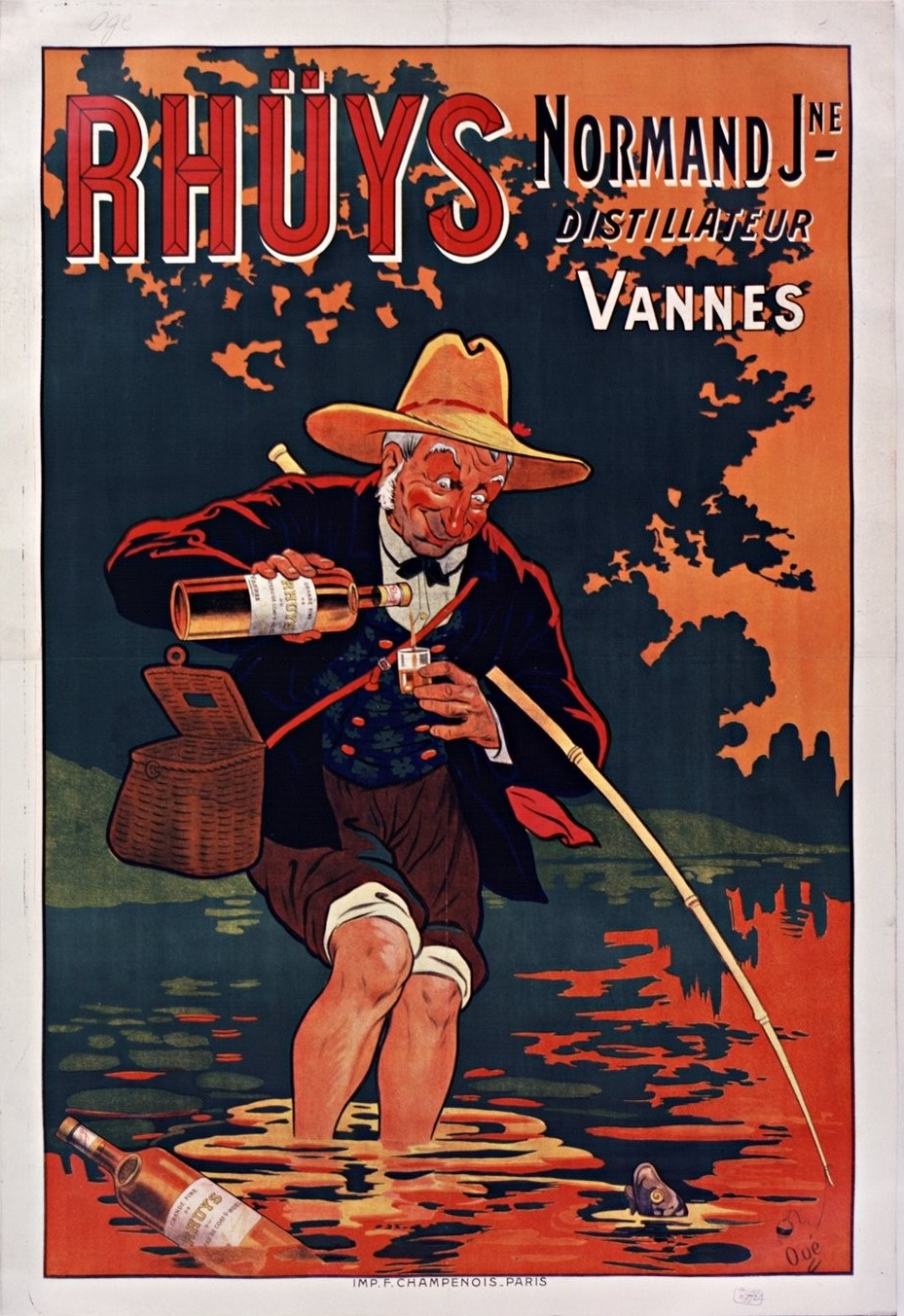
Affiche publicitaire pour la fine de Rhuys de Normand Jeune distillateur à Vannes par Eugène Ogé

À la fin du XIXe siècle et au début du XXe siècle, les vignes bretonnes sont touchées successivement par l’oïdium, le mildiou et le phylloxéra. Seul le vignoble nantais qui dispose de débouchés commerciaux s’en remettra entièrement.
Toutefois, l’arrivée tardive de ces maladies dans la presqu’île de Rhuys permet un développement aussi spectaculaire qu’éphémère de la viticulture dans la région. Profitant de la crise qui touche le vignoble de Cognac, Emmanuel Normand crée à la fin du XIXe siècle une distillerie qui produit la fine de Rhuys, une eau-de-vie fabriquée à partir du vin des vignes de la presqu'île. D’autres ne tardent pas à l’imiter. Pour satisfaire la demande, de la folle blanche est plantée massivement. Touchée par le phylloxéra, elle est ensuite remplacée par des hybrides producteurs directs. Leur production, leur commercialisation et leur plantation est cependant interdite en 1934. Cela provoque la fermeture des distilleries et la progressive disparition du vignoble de Rhuys, où la dernière déclaration de récolte est enregistrée en 1993.

### Aujourd'hui
Après la Seconde Guerre mondiale, un certain intérêt pour la vigne réapparait en Bretagne : « Depuis la campagne de Daniel, la culture de la Vigne, qui au siècle dernier avait régressé jusqu'à une vingtaine de kilomètres au nord de Nantes, n'a cessé de remonter vers le nord. Elle a actuellement largement dépassé les limites de la Loire-Inférieure, et les vignobles familiaux ne sont pas rares en Ille-et-Vilaine, même au nord de Rennes. »
Cependant, il faut attendre la fin du XXe siècle et le début du XXIe siècle pour que s’amorce un renouveau des activités viticoles hors du vignoble nantais. On assiste à la multiplication des vignobles communaux, associatifs et particuliers. Il s’agit souvent d’une viticulture de loisir, qui se met en place en dehors de la production agricole traditionnelle. Chez les particuliers le vignoble est parfois composé d'une seule treille. Le vin qui est produit, souvent en petite quantité, n'est pas commercialisé. Ces vignes ont essentiellement une vocation pédagogique, culturelle, touristique et historique.
On trouve par exemple :
En Ille-et-Vilaine :
- Rennes, le Haut-Quineleu du quartier Sainte-Thérèse depuis 1992[15]
- Saint-Suliac, le Clos de Garo[16] (chenin blanc et rondo rouge) planté depuis 2013, dont les premières vendanges ont eu lieu le 23 septembre 2017[17],[18]
- Mont-Dol, le Côte-du-Moulin (chardonnay)[19]
- Renac, le Château de Brossay[20] (cépage local de Rocheservière et chardonnay)
- Saint-Jouan-des-Guérets, les Longues-Vignes (chardonnay, pinot noir, grolleau)

En Finistère :
- Quimper, le Coteau-du-Braden depuis 2006[21]
- Quillien (Argol)[22]
- Treffiagat[23]
- Morlaix[24]

Dans les Côtes d'Armor :
- Le Quillio (cépage Maréchal Foch et le plantet)[25].

Dans le Morbihan :

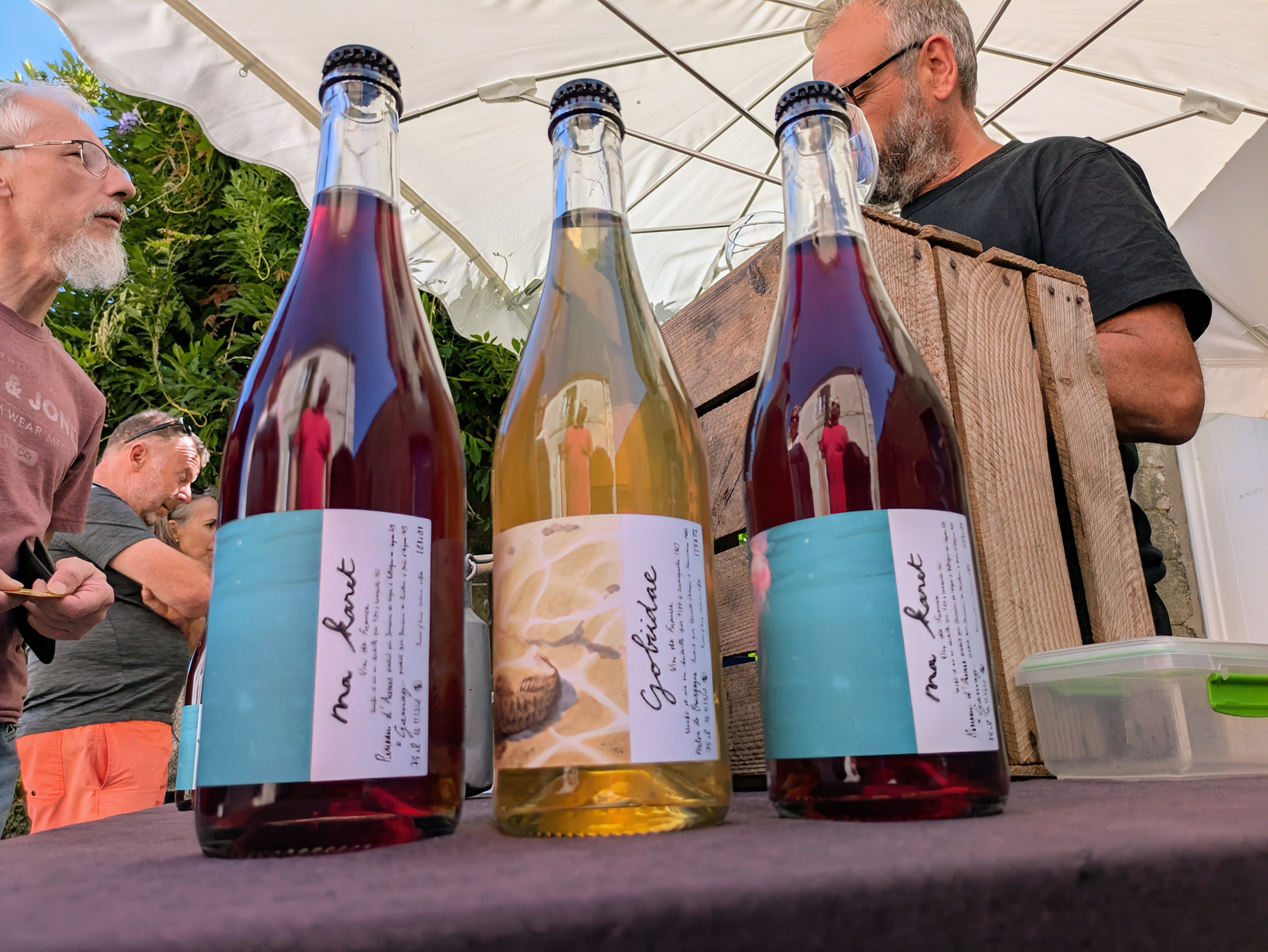
Vins produits à Locmiquélic.

- Bohal (cépage Petit Verdot), Cléguérec
- La Chapelle-Neuve[26].
- Locmiquélic[27]
- des projets à Belle-Île en mer, Groix, Presqu'île de Rhuys[28],[29],[30].

On estime à 100 à 200 le nombre de viticulteurs qui exercent cette activité en Bretagne à la fin des années 2000.
Jusqu'au 1er janvier 2016, la France interdit officiellement la création de nouveaux vignobles, même si une tolérance existait. Toutefois, une directive européenne libéralise les droits de plantation de vigne à compter de cette date. La surface plantée peut désormais s’accroître jusqu’à 1 % chaque année, soit 8 000 hectares, et sans aucune restriction territoriale. Depuis, des autorisations de plantation ont été accordées pour 3 000 à 4 000 hectares par an sur l'ensemble du territoire Français.

## Vignes professionnelles
À cause du réchauffement climatique, de plus en plus de projets professionnels voient le jour. Le lycée agricole d'Auray propose, depuis septembre 2021, une section de formation sur les métiers du vin. Au vu du nombre croissant d'exploitations et le besoin de commercialiser le vin, la MFR de Rumengol à Le Faou a ouvert également l'option Vins, Bières et Spiritueux dans la formation de BTSa Technico-Commercial en septembre 2022.
Jusqu'au 1er janvier 2016 les producteurs n'avaient pas d'autorisation de commercialisation de leur production, réclamée par l'association pour la Reconnaissance des vins bretons. Depuis une directive européenne, plusieurs projets de filières voient le jour, notamment à Sarzeau et Rhuys.
| Département     | Surfaces estimées      | Vignes en exploitation | Vignes en projet |
| --------------- | ---------------------- | ---------------------- | ---------------- |
| Morbihan        | entre 120 et 220 ha    | 9                      | 16               |
| Finistère       | 55 ha                  | 2                      | 11               |
| Ille-et-Vilaine | 28 ha                  | 4                      | 8                |
| Côtes-d'Armor   | 20 ha                  | 3                      | 11               |
| Total           | entre 223 ha et 323 ha | 18                     | 46               |

En septembre 2021, il n'existe encore aucun vin breton qui soit commercialisé,,.
En 2023, des viticulteurs professionnels, engagés par la mairie de Sarzeau et installés sur la presqu'île de Rhuys, ont mis en bouteilles leur production de 2022, soit 6 000 bouteilles qui seront vendues sur précommandes. Une production plus importante est prévue pour la récolte 2023.

## Encépagement

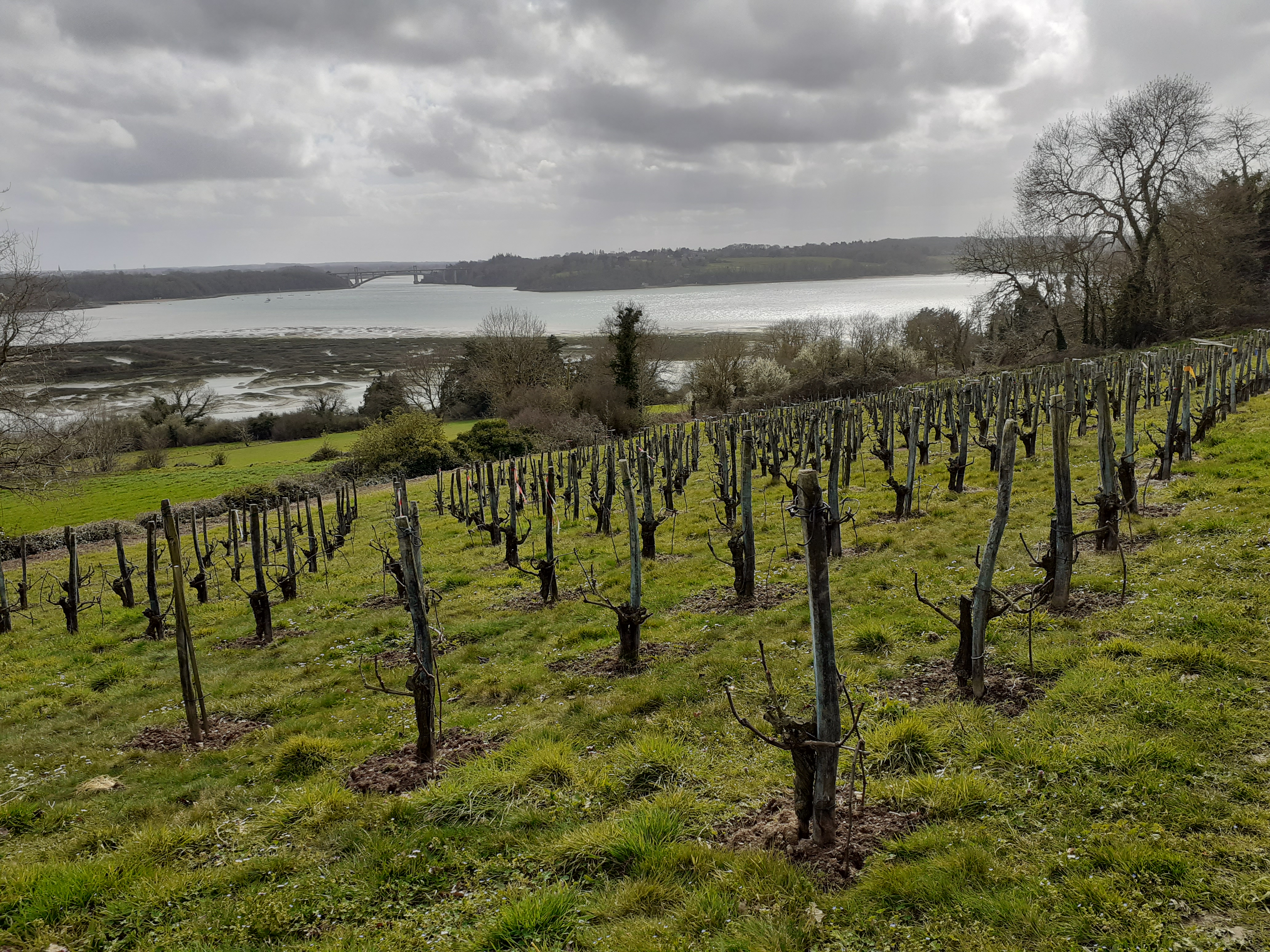
Vignes à Saint-Suliac sur les coteaux de la Rance, en Ille-et-Vilaine.

Dans les vignobles communaux ou associatifs les cépages les plus couramment plantés sont le pinot noir, le chardonnay, le pinot blanc, le chenin. Chez les vignerons amateurs particuliers ce sont encore parfois des hybrides producteurs directs (HPD) comme le baco, le Maréchal Foch ou des hybrides interspécifiques comme le perdin.